# Храбрый (фрегат, 1779)
«Храбрый» («Одиннадцатый») — парусный 44-пушечный фрегат Черноморского флота Российской империи.

## Описание судна
Парусный деревянный фрегат. Длина фрегата по сведениям из различных источников составляла 39 метров, ширина от 10,2 до 10,5 метра, а осадка от 3,6 метра. Вооружение судна состояло из 28-ми 12-фунтовых, двенадцати 6-фунтовых и четырёх 3-фунтовых орудий.

## История службы
Фрегат «Храбрый» был заложен на Гнилотонской верфи и после спуска на воду в 1778 году вошел в состав Азовского флота под именем «Одиннадцатый», с мая 1783 года перешел с состав Черноморского Флота.
В 1782 год выходил в крейсерство к берегам Крыма. C 17 ноября 1782 года вместе с фрегатом «Осторожный» стоял на зимовке в Ахтиарской бухте. Команды кораблей построили на берегу казармы и начали проводить промеры глубин, составлять описания и карты побережья с целью дальнейшего постоянного базирования здесь кораблей военного флота России. 2 мая 1783 года торжественно встречал эскадру вице-адмирала Ф. А. Клокачева, входящую в Ахтиарскую бухту. С мая 1783 года переименован в «Храбрый». В октябре того же года вышел в крейсерство к берегам Крыма, после чего вновь вернулся на зимовку в Ахтиарскую бухту.
С 1784 года поставлен на стоянку в Севастополь, поскольку был признан негодным для плаваний. В сентябре 1787 года с фрегата были сняты мачты для ремонта поврежденных судов.
В 1788 года фрегат «Храбрый» разобран.